# Emil Klein (Mediziner)
Friedrich Emil Klein (* 7. März 1873 in Reichenberg, Österreich-Ungarn; † 21. Mai 1950 in Weimar) war ein österreichischer Internist und einer der Begründer der wissenschaftlichen Erforschung von Naturheilverfahren.

## Leben
Klein absolvierte ein Medizinstudium, das er 1898 an der Karl-Ferdinands-Universität in Prag mit der Promotion abschloss. Anschließend war er Sekundararzt an der von Rudolf von Jaksch geleiteten Klinik für Innere Medizin tätig. Ab 1900 war er unter Ernst Schweninger, dem Leibarzt von Otto von Bismarck, als Assistenzarzt an der Berliner Charité tätig. Bereits 1902 wurde er Oberarzt an der Poliklinik des Berliner Ärztevereins, wo er ab 1907 den Bereich physikalisch-diätische Therapie – seit 1909 als Professor – leitete. Zudem war er als k.u.k. Botschaftsarzt und Konsulararzt in Berlin tätig. Von 1923 bis 1933 lehrte er als Professor an der Universität Jena. Dort erhielt er die erste Professur für Naturheilverfahren an einer deutschen Universität.
Emil Klein war mit Rahel Antonie, geborene Salomon, verheiratet. Das Paar hatte drei Kinder.
Nach der nationalsozialistischen Machtübernahme musste Klein aufgrund seiner jüdischen Herkunft die Universität verlassen und war danach als Arzt tätig. Gemeinsam mit seiner Ehefrau wurde er in das Ghetto Theresienstadt deportiert, wo er am 23. Juli 1942 ankam. Im Theresienstadt-Konvolut ist er als „A-Prominenter“ aufgeführt. Am 8. Mai 1945 wurde Klein in Theresienstadt durch die Rote Armee befreit. Seine Ehefrau überlebte die Haftzeit in Theresienstadt nicht. Anschließend lebte er wieder in Jena, wo er im Wintersemester 1947 nochmals ein medizinisches Kolleg über Naturheilkunde abhielt. Klein starb 1950 in Weimar und wurde später auf dem jüdischen Friedhof in Erfurt beigesetzt.